# Elisabeth Heister-Neumann

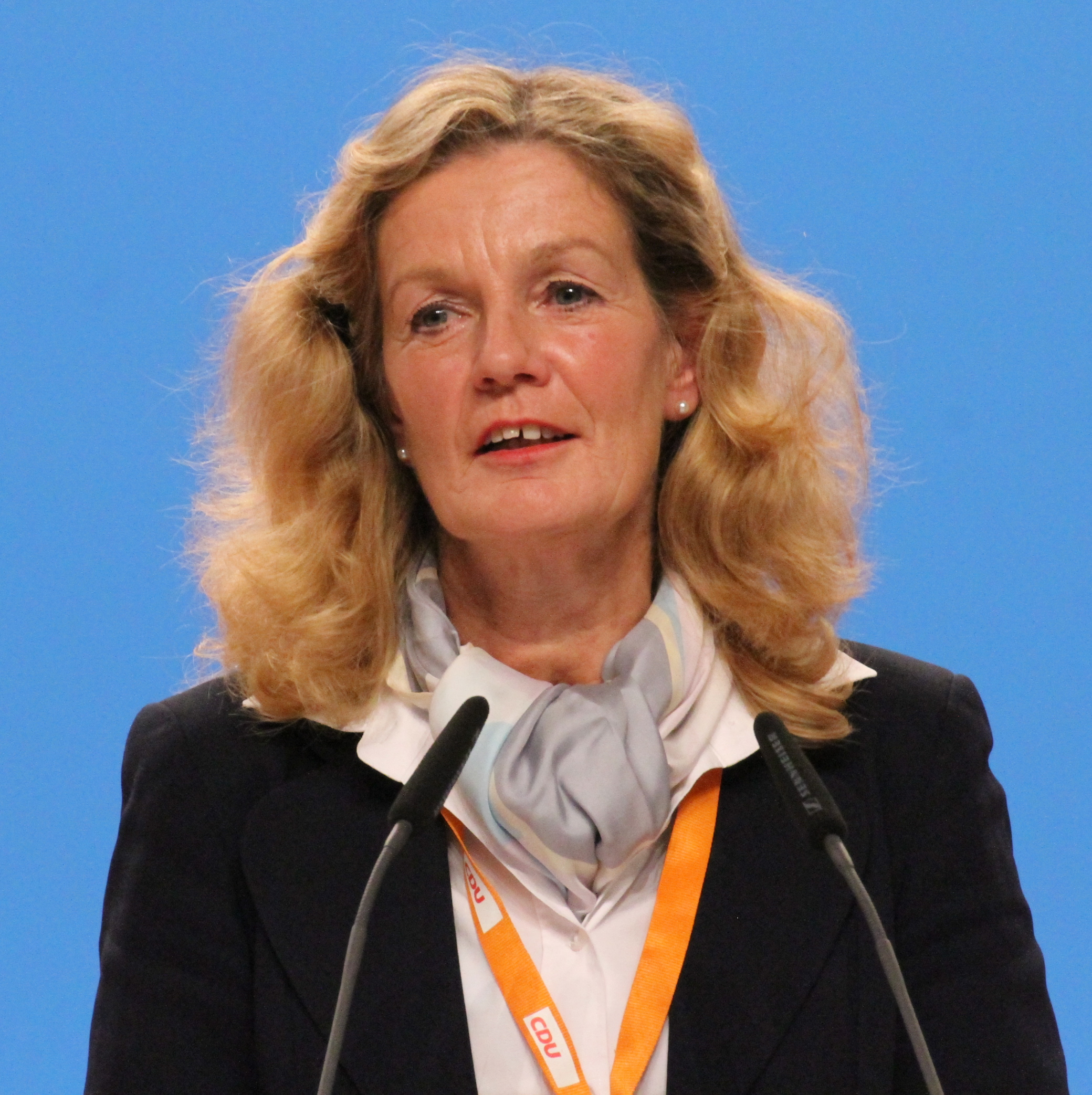
Elisabeth Heister-Neumann (2014)

Elisabeth Heister-Neumann (* 17. Juni 1955 in Alfter, Landkreis Bonn) ist eine deutsche Politikerin (CDU). Sie war von 2003 bis 2008 Niedersächsische Justizministerin, von 2008 bis 2010 Niedersächsische Kultusministerin und von 2009 bis 2013 Mitglied des Niedersächsischen Landtages. 

## Leben und Berufliches
Heister-Neumann studierte Rechtswissenschaften in Bonn und war Leiterin der Kommunalaufsicht im Regierungspräsidium Magdeburg. Sie ist verheiratet und Mutter zweier Kinder.

## Partei
Seit 1983 ist Heister-Neumann Mitglied der CDU. Von 2006 bis 2014 war sie stellvertretende Landesvorsitzende der CDU in Niedersachsen. Seit 2012 ist sie Vorsitzende des CDU-Kreisverbandes Helmstedt. Von 2014 bis 2022 war sie Mitglied des CDU-Bundesvorstandes.

## Öffentliche Ämter
Von 1992 bis 2003 war Heister-Neumann Stadtdirektorin der Stadt Helmstedt. Sie war Mitglied im Rechts- und Verfassungsausschuss und im Präsidium des Niedersächsischen Städtetages. 
Am 4. März 2003 wurde sie als Justizministerin in die Niedersächsische Landesregierung berufen (Kabinett Wulff I). Nach der Landtagswahl 2008 tauschte Heister-Neumann im Februar 2008 ihr Ressort mit Bernd Busemann und wurde Kultusministerin (Kabinett Wulff II). Im April 2010 schied Elisabeth Heister-Neumann im Zuge einer Kabinettsumbildung aus der Landesregierung aus; das Amt des Kultusministers übernahm der bisherige Staatssekretär Bernd Althusmann.
2011 kandidierte sie in Wolfsburg erfolglos bei der Oberbürgermeisterwahl.

## Abgeordnete
Bei der Landtagswahl 2008 kandidierte Heister-Neumann im Wahlkreis Salzgitter für den Niedersächsischen Landtag, konnte den Wahlkreis jedoch nicht gewinnen. Am 16. Juni 2009 rückte sie für Bernd Althusmann in den Landtag nach, der sein Mandat niedergelegt hatte, um Staatssekretär des Niedersächsischen Kultusministeriums zu werden. Bei der Landtagswahl 2013 trat sie im Wahlkreis Helmstedt an, unterlag jedoch Uwe Strümpel und zog auch über die Landesliste nicht ins Parlament ein.
Bei der Kommunalwahl 2016 wurde Elisabeth Heister-Neumann sowohl in den Kreistag des Landkreises Helmstedt als auch in den Rat der Stadt Helmstedt gewählt.